# Prix littéraires 1982
Liste des prix littéraires décernés au cours de l'année 1982 :

## Prix internationaux
- Prix Nobel de littérature : Gabriel García Márquez  Colombie[1]
- Grand prix de littérature du Conseil nordique : Sven Delblanc (Suède) pour Samuels bok[2]
- Grand prix littéraire d'Afrique noire : Ex aequo : Frédéric Titinga Pacéré (Haute-Volta) pour La Poésie des griots : poèmes pour l'Angola et Yodi Karone (Cameroun) pour Nègre de paille. Hors-concours : Mariama Bâ (Sénégal) pour Un chant écarlate.

## Allemagne
- prix Heinrich-Böll : Wolfdietrich Schnurre
- Prix Georg-Büchner :  Peter Weiss

## Belgique
- Prix Victor-Rossel : Raymond Ceuppens pour L'Été pourri

## Canada
- Grand prix du livre de Montréal : Yves Beauchemin pour Le Matou
- Prix Athanase-David : Marie-Claire Blais
- Prix du Gouverneur général :
  - Catégorie « Romans et nouvelles de langue anglaise » : Guy Vanderhaeghe pour Man Descending
  - Catégorie « Romans et nouvelles de langue française » : Roger Fournier pour Le Cercle des arènes
  - Catégorie « Poésie de langue anglaise » : Phyllis Webb pour The Vision Tree: Selected Poems
  - Catégorie « Poésie de langue française » : Michel Savard pour Forages
  - Catégorie « Théâtre de langue anglaise » : John Gray pour Billy Bishop Goes to War
  - Catégorie « Théâtre de langue française » : Réjean Ducharme pour Ha ha !...
  - Catégorie « Études et essais de langue anglaise » : Christopher Moore pour Louisbourg Portraits: Life in an Eighteenth-Century Garrison Town
  - Catégorie « Études et essais de langue française » : Maurice Lagueux pour Le Marxisme des années soixante: une saison dans l'histoire de la pensée critique
- Prix Jean-Hamelin : Louis Caron pour Les Fils de la liberté
- Prix Robert-Cliche : Chrystine Brouillet pour Chère voisine

## Chili
- Prix national de Littérature : Marcela Paz (1902-1985)

## Corée du Sud
- Prix de l'Association des poètes coréens : Kim Young-tae pour 여울묵 비오리 et Bak Je-cheon pour 律
- Prix Dong-in : Yi Mun-yol pour L'Oiseau aux ailes d'or
- Prix de littérature contemporaine (Hyundae Munhak) :
  - Catégorie « Poésie » : Oh Kyu-won pour Un poème lyrique écrit sur cette terre
  - Catégorie « Roman » : Jo Jung-Rae pour Le bannissement de la terre
  - Catégorie « Drame » : Hong Seungju pour 희곡집『목마른 太陽
  - Catégorie « Critique » : Kim Chisu
- Prix Kim Soo-young : Lee Seong-bok pour Quand la pierre qui roule s’éveillera-t-elle ?
- Prix Woltan : Cheon Idu pour 문학과 시대
- Prix Yi Sang : Choi In-ho pour Une nuit bleue et profonde

## Danemark
- Prix Hans Christian Andersen : Lygia Bojunga Nunes (Brésil)

## Espagne
- Prix Cervantes : Luis Rosales
- Prix Prince des Asturies : Miguel Delibes et Gonzalo Torrente Ballester
- Prix Nadal : Fernando Arrabal, pour La torre herida por un rayo
- Prix Planeta : Jesús Fernández Santos, pour Jaque a la Dama
- Prix national de Narration : José Luis Castillo-Puche, pour Conocerás el poso de la nada
- Prix national de Poésie : Antonio Colinas (es), pour Poesía, 1967–1981
- Prix national d'Essai : Fernando Savater, pour La tarea del héroe
- Prix national de Littérature infantile et juvénile : Carlos Murciano (es), pour El mar sigue esperando
- Prix Adonáis de Poésie : Luis García Montero, pour El jardín extranjero
- Prix Anagrama : Fernando Savater, pour Invitación a la ética
- Prix de la nouvelle courte Casino Mieres : Francisco González Orejas, pour El Sueño de la Razón
- Prix d'honneur des lettres catalanes : Josep Maria Llompart (écrivain)
- Journée des lettres galiciennes : Luis Amado Carballo
- Prix de la critique Serra d'Or : 
  - Pere Gimferrer, pour Dietari 1979-1980, journal.
  - Germà Colón et Arcadi García i Sanz (ca), pour l'édition de l'œuvre catalane Llibre del Consolat de Mar
  - Mercè Rodoreda, pour Quanta, quanta guerra, roman.
  - Joan Vinyoli, pour A hores petites, recueil de poésie.
  - Salvador Espriu, pour Les roques i el mar, el blau, prose.
  - Joaquim Mallafrè i Gavaldà (ca), pour la traduction Ulysse, de James Joyce.
  - Marià Manent i Cisa (ca), pour la traduction du recueil de poésie Poemes, de Archibald MacLeish.
  - Manuel Carbonell, pour la traduction du recueil de poésie Himnes, de Friedrich Hölderlin.

## États-Unis
- National Book Award : 
  - Catégorie « Fiction » : John Updike pour Rabbit Is Rich (Rabbit est riche)
  - Catégorie « Essais - Autobiographie et Biographie » : David McCullough pour Mornings on Horseback
  - Catégorie « Essais - Histoire » : Peter J. Powell pour People of the Sacred Mountain: A History of the Northern Cheyenne Chiefs and Warrior Societies, 1830–1879
  - Catégorie « Essais - Ouvrages généraux » : Tracy Kidder pour The Soul of a New Machine
  - Catégorie « Essais - Sciences » : Donald C. Johanson et Maitland A. Edey pour Lucy: The Beginnings of Humankind
  - Catégorie « Poésie » : William Bronk pour Life Supports: New and Collected Poems
- Prix Hugo :
  - Prix Hugo du meilleur roman : Forteresse des étoiles (Downbelow Station) par C. J. Cherryh
  - Prix Hugo du meilleur roman court : Le Jeu de Saturne (The Saturn Game) par Poul Anderson
  - Prix Hugo de la meilleure nouvelle longue : Les licornes sont contagieuses (Unicorn Variation) par Roger Zelazny
  - Prix Hugo de la meilleure nouvelle courte : Passe le temps (The Pusher) par John Varley
- Prix Locus :
  - Prix Locus du meilleur roman de science-fiction : Le Pays multicolore et Les Conquérants du pliocène (The Many-Colored Land) par Julian May
  - Prix Locus du meilleur roman de fantasy : La Griffe du demi-dieu (The Claw of the Conciliator) par Gene Wolfe
  - Prix Locus du meilleur premier roman : Starship & Haiku par Somtow Sucharitkul
  - Prix Locus du meilleur roman court : Champagne bleu (Blue Champagne) par John Varley
  - Prix Locus de la meilleure nouvelle longue : Gardiens (Guardians) par George R. R. Martin
  - Prix Locus de la meilleure nouvelle courte : Passe le temps (The Pusher) par John Varley
  - Prix Locus du meilleur recueil de nouvelles : Les Rois des sables (Sandkings) par George R. R. Martin
- Prix Nebula :
  - Prix Nebula du meilleur roman : No Enemy But Time par Michael Bishop
  - Prix Nebula du meilleur roman court : Another Orphan par John Kessel
  - Prix Nebula de la meilleure nouvelle longue : Les Veilleurs du feu (Fire Watch) par Connie Willis
  - Prix Nebula de la meilleure nouvelle courte : Une lettre des Cleary (A Letter from the Clearys) par Connie Willis
- Prix Pulitzer :
  - Catégorie « Fiction » : John Updike pour Rabbit Is Rich (Rabbit est riche)
  - Catégorie « Biographie et Autobiographie » : William S. McFeely pour Grant: A Biography
  - Catégorie « Essai » : Tracy Kidder pour The Soul of a New Machine
  - Catégorie « Histoire » : C. Vann Woodward pour Mary Chesnut's Civil War
  - Catégorie « Poésie » : Sylvia Plath pour The Collected Poems
  - Catégorie « Théâtre » : Charles Fuller pour A Soldier's Play

## Finlande
- Prix Aleksis-Kivi : non décerné
- Prix Kalevi-Jäntti : Antti Jalava pour Asfalttikukka
- Prix Eino-Leino : Hannu Mäkelä
- Prix national de littérature : Paavo Haavikko pour Ikuisen rauhan aika, Viisi pientä draamallista tekstiä, Matti Yrjänä Joensuu pour Harjunpää ja kapteeni Karhu, Ulla-Lena Lundberg pour Öar i Afrikas inre, Mirkka Rekola pour Kuutamourakka, Kai Nieminen pour Kapea tie pohjoiseen, Pentti Saarikoski pour Asfalttikukka, Hannu Mäkelä pour Kalle-Juhani ja kaverit
- Prix littéraire de la ville de Tampere : Tuula Kallioniemi pour Kameleonttivuosi, Eeva-Liisa Manner pour Kauhukakara ja superkissa
- Prix Tollander : Lorenz von Numers
- Prix Rudolf-Koivu : Pekka Vuori pour Jättiläiset
- Prix Topelius : Marita Lindquist
- Prix Mikael-Agricola : Paavo Lehtonen
- Médaille Anni-Swan : Anna-Liisa Haakana pour Ykä yksinäinen
- Prix d'écriture Juhana-Heikki-Erkko : Pamela Mandart et Matti Tiisala
- Prix Juhana-Heikki-Erkko : Jouko Turkka pour Aiheita, proosaa
- Médaille Kiitos kirjasta : Saara Finni pour Suruvaippa
- Prix Arvid-Lydecken : Johanna Jokipaltio pour Kas kummaa punaista lankaa
- Prix Kaarle : Keijo Siekkinen
- Prix Pehr-Evind-Svinhufvud : Antti Tuuri pour Pohjanmaa
- Prix du grand club du livre finlandais : non décerné
- Prix Pirkanmaan-Plättä : Anna-Liisa Haakana pour Ykköstyttö
- Prix Väinö Linna : non décerné
- Prix Pääskynen : non décerné

## France
- Prix Goncourt : Dans la main de l'ange de Dominique Fernandez
- Prix Femina : Les Fous de Bassan d'Anne Hébert
- Prix Médicis : L'Enfer et Cie de Jean-François Josselin
- Prix Médicis étranger : Le Nom de la rose d'Umberto Eco
- Prix Renaudot : La Faculté des songes de Georges-Olivier Châteaureynaud
- Prix Interallié : L'Orphelin de mer... ou les Mémoires de monsieur Non d'Éric Ollivier
- Grand prix du roman de l'Académie française : Le Montage de Vladimir Volkoff
- Prix des libraires : Les Années-sandwiches de Serge Lentz
- Prix France Culture : Jeanne aux chiens de Patrick Reumaux
- Prix du Livre Inter : La Lumière du Nord de Marcel Schneider
- Prix des Deux Magots : Macaire le Copte de François Weyergans
- Prix du Quai des Orfèvres : Hélène Pasquier pour Coup double
- Prix mondial Cino-Del-Duca : Yachar Kemal pour l'ensemble de son œuvre

## Italie
- Prix Strega : Goffredo Parise, Sillabario n. 2 (Mondadori)
- Prix Bagutta : Vittorio Sereni, Il musicante di Saint-Merry, (Einaudi)
- Prix Campiello : Primo Levi, Se non ora quando? (Einaudi)
- Prix Napoli : Gian Antonio Cibotto, Stramalora (Marsilio)
- Prix Stresa : Marcello Venturi, Sconfitti sul campo, (Rizzoli)
- Prix Viareggio : Primo Levi, Se non ora, quando?

## Monaco
- Prix Prince-Pierre-de-Monaco : Christine de Rivoyre

## Royaume-Uni
- Prix Booker : Thomas Keneally pour Schindler's Ark (La Liste de Schindler)
- Prix James Tait Black :
  - Fiction : Bruce Chatwin pour On The Black Hill (Les Jumeaux de Black Hill)
  - Biographie : Richard Ellmann pour James Joyce
- Prix WH Smith : George Clare pur Last Waltz in Vienna (Dernière valse à Vienne)
- Prix John-Llewellyn-Rhys : Comme neige au soleil (An Ice-Cream War) de William Boyd[3]
- Médaille Carnegie : Margaret Mahy pour The Haunting[4]
- Prix Rose-Mary-Crawshay :
  - Mary Lascelles pour The Story-Teller Retrieves the Past: Historical Fiction and Fictitious History in the Art of Scott, Stevenson, Kipling and some others[5]
  - Annabelle Terhune pour son édition des Lettres complètes de Edward FitzGerald
- Prix Somerset-Maugham : William Boyd pour A Good Man in Africa[6]